# كنتارو أوراموتو
كنتارو أوراموتو (باليابانية: 浦本 賢太郎) (13 نوفمبر 1982 في أويتا في اليابان – )؛ هو لاعب كرة قدم ياباني سابق كان يلعب كلاعب وسط.

## روابط خارجية
- كنتارو أوراموتو على موقع رابطة كرة القدم اليابانية للمحترفين (اليابانية)
- كنتارو أوراموتو على موقع عالم كرة القدم.نت (الإنجليزية)